# Hibbing
Hibbing är en stad ("city") i delstaten Minnesota, USA. År 2020 hade staden 16 200 invånare.
Musikartisten Bob Dylan är uppväxt i staden.